# De Aardkinderen
De Aardkinderen (Earth's Children) is een reeks historische romans geschreven door de Amerikaanse schrijfster Jean M. Auel. De serie bestaat uit zes delen. Het zesde en laatste deel is in maart 2011 verschenen.

## Inhoud
De reeks speelt zich af in de ijstijd, preciezer het Weichselien in het laat-Pleistoceen (35.000 tot 25.000 jaar geleden), op verschillende locaties in het deel van Europa dat niet bedekt is met gletsjers. Het beschrijft voornamelijk het leven van hoofdrolspeelster Ayla, een cro-magnonmens die opgroeit bij een groep neanderthalers.

## Delen
De serie bevat de volgende delen:
1. De stam van de holenbeer (The Clan of the Cave Bear, uitgegeven in september 1980). In dit deel wordt Ayla geïntroduceerd. Zij wordt op vijfjarige leeftijd door een aardbeving wees en wordt opgenomen in een stam neanderthalers die zich 'de stam van de holenbeer' noemen.
2. De vallei van de paarden (The Valley of Horses, uitgegeven in september 1982). Nadat Ayla bij de stam van de holenbeer is opgegroeid wordt ze verstoten uit de stam en is op zichzelf aangewezen. Ze verblijft een aantal jaar alleen in een vallei. Uiteindelijk vindt ze de liefde van haar leven (Jondalar) en blijkt haar kennis opgedaan bij de neanderthalers erg nuttig te zijn.
3. De mammoetjagers (The Mammoth Hunters, uitgegeven in najaar 1985). Ayla en Jondalar gaan langs bij een stam in de buurt van de vallei, de Mamutiërs of Mammoetjagers. Zij adopteren Ayla en haar liefde voor Jondalar wordt op de proef gesteld door haar ontmoeting met Ranec, een van de Mammoetjagers.
4. Het dal der beloften (The Plains of Passage, uitgegeven in november 1990). Ayla en Jondalar reizen naar het westen, waar Jondalar oorspronkelijk vandaan komt. Zowel de natuur als de mensen die ze tegenkomen, vormen gevaren op hun pad.
5. Een vuurplaats in steen (The Shelters of Stone, uitgegeven in april 2002). Ayla en Jondalar komen bij Jondalars familie.
6. Het lied van de grotten (The Land of the Painted Caves, uitgegeven op 29 maart 2011). Ayla is nu 25 zomers. Ze wordt opgeleid tot Zelandoni.

## Achtergrond
Het verhaal speelt tijdens de laatste ijstijd. Mensen leven in kleine groepen als jager-verzamelaars. Metaal is nog niet ontdekt en gereedschap wordt dan ook van vuursteen gemaakt.

### Volkeren
Twee verschillende culturen leven in deze periode: de Stam, zoals de neanderthalers zichzelf noemen, en de cro-magnons, die door Ayla en de Stam de Anderen worden genoemd. De twee rassen verschillen erg in cultuur, maatschappij en techniek, maar er is ook overlap: ze gebruiken beide vuursteen om gereedschap te maken, begrijpen het belang van vuur en leven van jagen en verzamelen.
Er zijn ook fysieke verschillen, de mensen van de Stam zijn kleiner en zwaarder, met een sterkere beharing en met een aflopend voorhoofd en zonder uitgesproken kin. Ze passen zich langzamer aan en zijn technisch minder ver ontwikkeld. Ook vocaal zijn ze minder ontwikkeld en gebruiken vooral gebarentaal. Auel beschrijft deze taal als zeer verfijnd, naast de woorden die met de handen gemaakt worden, spelen ook lichaamshouding en gezichtsuitdrukking een grote rol. Leden van de Stam zijn dan ook erg goed in het lezen van lichaamstaal.
De Anderen zien leden van de Stam als dieren, vooral door hun gebrek aan gesproken communicatie. De Stam lijkt geen mening te hebben over de Anderen, maar doet haar best ze te ontwijken. In de boeken kunnen de cro-magnons en neanderthalers zich ook onderling voortplanten. Van beide kanten wordt er op deze bastaardkinderen neergekeken.

### Organisatie
De Stam is een naam voor alle neanderthalers. Ze leven in kleine groepen, die ook stammen genoemd worden. Deze stammen worden vernoemd naar de mannelijke leider. Elke zeven jaar komen alle stammen in een gebied samen op een bijeenkomst. De bijeenkomst die in de boeken beschreven wordt omvat ongeveer 250 mensen. Vrouwen mogen binnen de Stam veel minder dan mannen: ze mogen niet jagen, kunnen geen stam leiden en ook geen Mog-ur (spirituele leider) worden. Mannen kunnen daarentegen geen medicijnvrouw worden, een taak die je de hoogste rang onder de vrouwen bezorgt (echter nog altijd lager dan de laagste man).
De Anderen is een naam voor alle cro-magnons. Zij verdelen zich in verschillende volken, die weer in kleine groepen samenwonen. De status van mannen en vrouwen is bij de Anderen minder ongelijk verdeeld dan bij de Stam, met verschillen tussen de diverse volken. Elk volk houdt elk jaar een zomerbijeenkomst, waar een aantal belangrijke ceremonies plaatsvindt.
Deel 1: De stam van de holenbeer · Deel 2: De vallei van de paarden · Deel 3: De mammoetjagers · Deel 4: Het dal der beloften · Deel 5: Een vuurplaats in steen · Deel 6: Het lied van de grotten